# Клокочин (Великопольське воєводство)
Клокочин (пол. Kłokoczyn) — село в Польщі, у гміні Пшедеч Кольського повіту Великопольського воєводства.
Населення — 90 осіб (2011).
У 1975-1998 роках село належало до Конінського воєводства.

## Демографія
Демографічна структура станом на 31 березня 2011 року:
|          | Загалом | Допрацездатний вік | Працездатний вік | Постпрацездатний вік |
| -------- | ------- | ------------------ | ---------------- | -------------------- |
| Чоловіки | 46      | 10                 | 30               | 6                    |
| Жінки    | 44      | 9                  | 20               | 15                   |
| Разом    | 90      | 19                 | 50               | 21                   |